# في إم وير وورك ستاشن بلاير
في إم وير وورك ستاشن بلاير (بالإنجليزية: VMware Workstation Player)‏، المعروف سابقًا باسم VMware Player، عبارة عن حزمة برامج افتراضية لأجهزة الكمبيوتر x64 التي تعمل بنظام التشغيل مايكروسوفت ويندوز أو لينكس، والتي يتم توفيرها مجانًا من قبل شركة VMware، وهي شركة كانت في السابق جزءًا من، ولا يزال معظم مساهميها، ديل إي إم سي. يمكن لبرنامج VMware Player تشغيل الأجهزة الافتراضية الموجودة وإنشاء أجهزته الافتراضية الخاصة (والتي تتطلب تثبيت نظام التشغيل ليعمل). يستخدم نفس النواة الافتراضية مثل VMware Workstation، وهو برنامج مشابه به المزيد من الميزات ، وهو ليس مجانيًا. برنامج VMware Player متاح للاستخدام الشخصي غير التجاري، أو للتوزيع أو أي استخدام آخر بموجب اتفاق مكتوب. لا تدعم شركة VMware، Inc. برنامج Player رسميًا، ولكن يوجد موقع ويب مجتمعي نشط لمناقشة المشكلات وحلها، بالإضافة إلى قاعدة معرفية.
كان مشغل VMware المجاني متميزًا عن VMware Workstation حتى Player v7 و Workstation v11. في عام 2015، تم دمج الحزمتين على أنهما VMware Workstation 12، مع إصدار Player مجانًا للاستخدام غير التجاري والذي، عند شراء رمز الترخيص ، أصبح إما إصدار VMware Workstation Pro عالي المواصفات، أو المسموح به تجاريًا استخدام لاعب.

## وصلات خارجية
- الموقع الرسمي